# Bjerre (Sydslesvig)
 For alternative betydninger, se Bjerre (flertydig). (Se også artikler, som begynder med Bjerre)
Bjerre (på dansk også Bjerge, tysk Barg) er en landsby beliggende to kilometer nordøst for Sørup i Angel i Sydslesvig i det nordlige Tyskland. Landsbyen ligger på et højdedrag og er omgivet af Sørupmølle og Riggelsby i vest, Løstrup i syd, Tingskov og Kværn i øst og Svendsby i nordvest. Administrativt udgjorde Bjerre tidligere en selvstændig kommune, men blev 1970 indlemmet i Sørup kommune. Kommunen rådede 1970 over cirka 253 ha og havde 129 indbyggere. Til Bjerre hører også Bjerremark og dele af Petersborg. I den danske periode hørte landsbyen under Sørup Sogn (Ny Herred) i Flensborg Amt, Hertugdømmet Slesvig (Sønderjylland). Landsbyen bestod i 1900-tallet af seks gårde og kådnersteder (husmandssteder) samt en kro (Petersborg Kro). En af gårdene i Bjerre fungerer i dag som frugtgård, hvor besøgende selv kan plukke jordbær og hindbær.
Bjerre blev første gang nævnt 1466 som Berge. Byen var 1511-1610 herredfogeds sæde.